# Christian Okoye
(en) Statistiques sur pro-football-reference
Christian Emeka Okoye, né le 16 août 1961 à Enugu au Nigeria, est un joueur nigériano-américain de football américain évoluant au poste de running back. Il a joué de 1987 à 1992 aux Chiefs de Kansas City de la National Football League (NFL).

## Carrière

### Université
Étudiant à la Azusa Pacific University à Los Angeles, il se distingue tout d'abord en athlétisme en remportant sept titres NCAA au lancer du poids, au lancer du disque et au lancer du marteau. En 1985, sous les couleurs du Nigeria, il remporte le concours du lancer du disque des championnats d'Afrique, au Caire en Égypte.

## Statistiques
| Année              | Équipe                | MJ                 |       | Courses | Courses | Courses | Courses |       | Passes réceptionnées | Passes réceptionnées | Passes réceptionnées | Passes réceptionnées |
| Année              | Équipe                | MJ                 | Nb.   | Yards   | Moy.    | TD      | Nb.     | Yards | Moy.                 | TD                   |                      |                      |
| 1987               | Chiefs de Kansas City | 12                 | 157   | 660     | 4,2     | 3       | 24      | 169   | 7                    | 0                    |                      |                      |
| 1988               | Chiefs de Kansas City | 9                  | 105   | 473     | 4,5     | 3       | 8       | 51    | 6,4                  | 0                    |                      |                      |
| 1989               | Chiefs de Kansas City | 15                 | 370   | 1 480   | 4       | 12      | 2       | 12    | 6                    | 0                    |                      |                      |
| 1990               | Chiefs de Kansas City | 14                 | 245   | 805     | 3,3     | 7       | 4       | 23    | 5,8                  | 0                    |                      |                      |
| 1991               | Chiefs de Kansas City | 14                 | 225   | 1 031   | 4,6     | 9       | 3       | 34    | 11,3                 | 0                    |                      |                      |
| 1992               | Chiefs de Kansas City | 15                 | 144   | 448     | 3,1     | 6       | 1       | 5     | 5                    | 0                    |                      |                      |
| Totaux en carrière | Totaux en carrière    | Totaux en carrière | 1 246 | 4 897   | 3,9     | 40      | 42      | 294   | 7                    | 0                    |                      |                      |